# António Maria Nobre Amaral Tilman

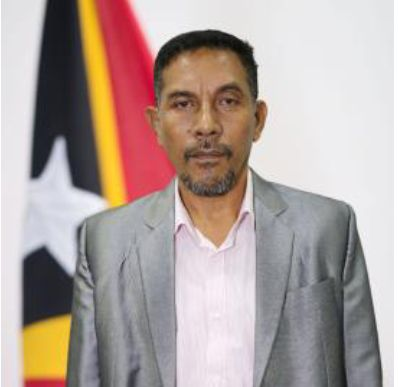
António Maria Nobre Amaral Tilman

António Maria Nobre Amaral Tilman (* 15. Mai 1964 in Viqueque, Portugiesisch-Timor) ist ein osttimoresischer Politiker. Er ist Mitglied der Kmanek Haburas Unidade Nasional Timor Oan (KHUNTO).

## Werdegang

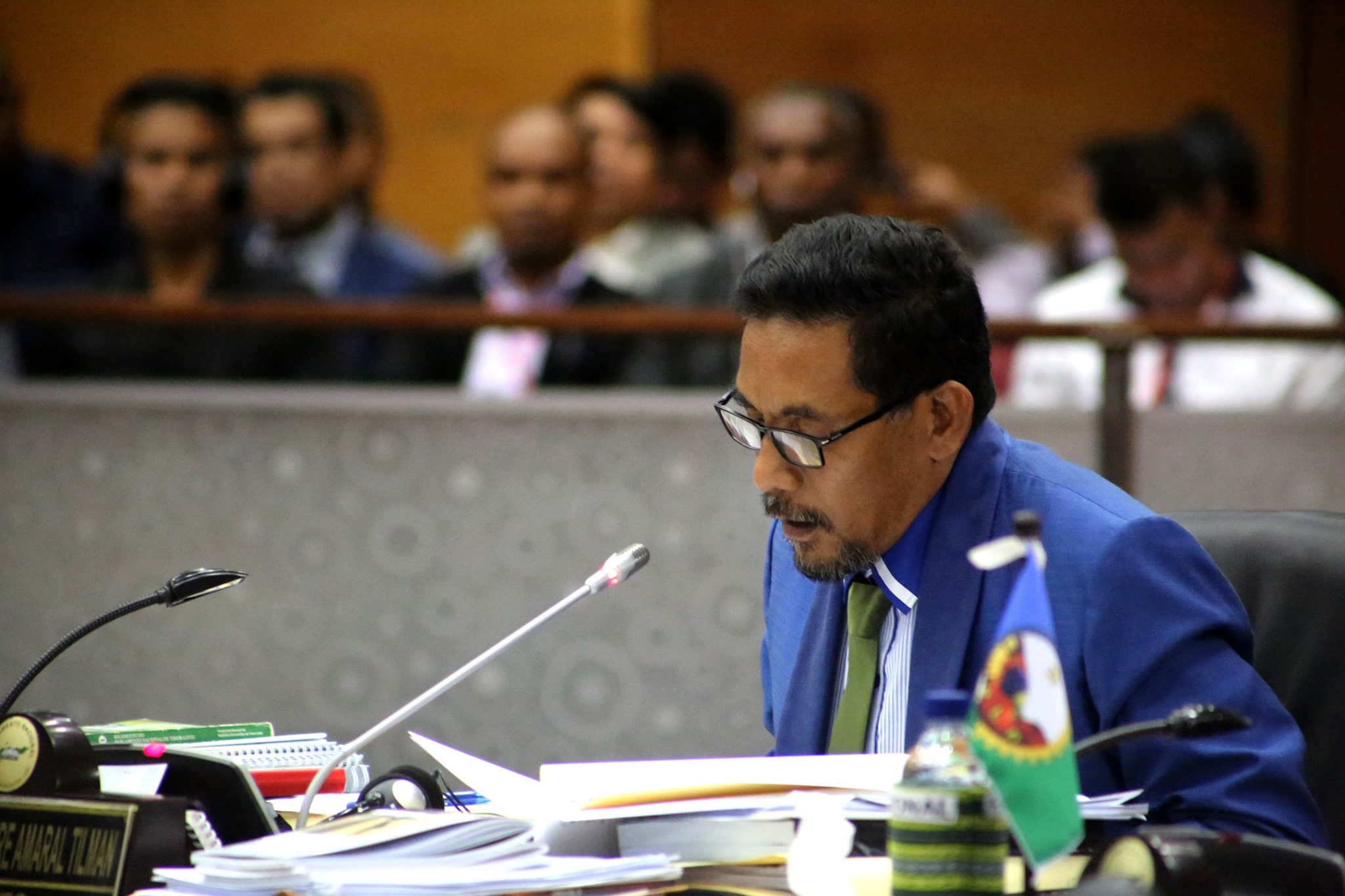
Tilman im Parlament (2020)

Tilman hat Wirtschaft an der Universidade de Díli (UNDIL) studiert. Er war Berater für den UNHCR, Beamter beim Ministerium für Landwirtschaft und Fischerei und arbeitete bei der Internationalen Katholische Migrationskommission (ICMC) und der Ernährungs- und Landwirtschaftsorganisation der Vereinten Nationen (FAO).
Bei der KHUNTO wurde Tilman 2011 erster stellvertretender Generalsekretär, später rückte er zurück auf die Position des dritten Vertreters. Das Amt hatte er bis zum März 2020 inne, dann schied er aus dem Parteipräsidium aus.
Bei den Parlamentswahlen 2012 und 2017 scheiterte Tilman noch auf Platz 7 der Wahlliste der KHUNTO und auch im darauffolgenden Jahr, bei den vorgezogenen Neuwahlen am 12. Mai, verpasste er den Einzug in das Parlament auf Listenplatz 41 der Aliança para Mudança e Progresso (AMP), der gemeinsamen Liste von CNRT, PLP und KHUNTO. Ende Juni rückte Tilman aber für Abgeordnete in das Parlament nach, die ihren Sitz für ein Regierungsamt aufgaben.
Am 4. Juli 2018 wurde Tilman zum Sekretär der parlamentarischen Kommission für Öffentliche Finanzen (Kommission C) gewählt musste aber mit einer einfachen Mitgliedschaft in der Kommission vorlieb nehmen, als diese am 16. Juni 2020 umstrukturiert wurde. Dafür wurde Tilman zum ersten stellvertretenden Sekretär des Parlamentspräsidiums gewählt. Außerdem war Tilman ab dem 16. Juni 2020 Mitglied der Kommission für Bildung, Gesundheit, soziale Sicherheit und Gleichstellung der Geschlechter (Kommission F).
Bei den Parlamentswahlen 2023 gelang Tilman auf Listenplatz 6 der KHUNTO der Wiedereinzug nicht, da die Partei nur fünf Sitze gewann.